# Champions Challenge za žene 2003. (hokej na travi)
2. natjecanje za Champions Challenge u hokeju na travi za žene se održalo 2003. godine. Predstavljao je drugi jakosni razred svjetskog reprezentativnog hokeja na travi.

## Mjesto i vrijeme održavanja
Održao se od 5. do 13. srpnja 2003. u talijanskom gradu Cataniji. 

## Natjecateljski sustav
Igralo se po jednostrukom ligaškom sustavu. Za pobjedu se dobivalo 3 boda, za neriješeno 1 bod, a za poraz nijedan bod. 
Nakon ligaškog dijela, igralo se za poredak. Prve i druge na ljestvici su doigravale za zlatno odličje, treće i četvrte za brončano odličje, a pete i šeste na ljestvici za 5. i 6. mjesto. 6. je ispadala u niži natjecateljski razred.
Pobjednica je stjecala pravo sudjelovati u višem natjecateljskom razredu, na Trofeju prvakinja iduće godine u Rosariju, u Argentini.

## Sudionice
- Italija, domaćinke
- Japan
- Njemačka
- Novi Zeland
- SAD
- Španjolska

### Italija
(1.) Roberta Lilliu (vratarka), (2.) Stella Girotti, (3.) Enrica Tagliasacchi, (4.) Claudia Torretta, (5.) Victoria Corso, (6.) Lila Grasso, (7.) Giorgia Carradori, (8.) Sonia Scalia, (9.) Francesca Faustini, (10.) Laura Garcia, (11.) Alessandra Filippi, (12.) Anna Russo (vratarka), (14.) Tatiana Nicoletti, (15.) Silvia Previgliano, (16.) Maltilde Canavosio, (18.) Dolores Miranda, (21.) Roberta Marrocu, and (22.) Daniela Possali. Trener: Picco Roberto.

### Japan
(1.) Rie Terazono (vratarka), (2.) Keiko Miura (kapetanica), (3.) Akemi Kato, (4.) Yukari Yamamoto, (5.) Sachimi Iwao, (6.) Chie Kimura, (7.) Yuka Ogura, (8.) Sakae Morimoto, (10.) Naoko Saito, (11.) Kayo Soga, (12.) Nami Miyazaki (vratarka), (15.) Erika Esaki, (17.) Asuka Chiba, (18.) Tomomi Komori, (19.) Rika Komazawa, (21.) Rika Ishida, (22.) Yuko Kitano, and (23.) Emi Sakurai. Trener: Tsuda Toshiro.

### Novi Zeland
(1.) Kayla Sharland, (2.) Nikki Grimwood, (3.) Paula Enoka, (4.) Jan Rowsell, (5.) Rachel Sutherland, (6.) Meredith Orr, (8.) Jaimee Provan, (12.) Karen McMillan, (13.) Jo Galletly, (14.) Suzie Pearce (kapetanica), (16.) Helen Clarke (vratarka), (18.) Diana Weavers, (19.) Melody Rowe, (20.) Amanda Christie, (21.) Niniwa Roberts, (23.) Tara Drysdale, (26.) Anita Wawatai (vratarka), and (28.) Karen Syddall. Trener: Ian Rutledge.

### Njemačka
(1.) Yvonne Frank (vratarka), (2.) Julia Zwehl (vratarka), (3.) Denise Klecker, (5.) Nadine Ernsting-Krienke, (6.) Anneke Bohmert, (7.) Natascha Keller, (8.) Melanie Cremer, (9.) Friederike Barth, (10.) Silke Müller, (11.) Cornelia Reiter, (12.) Caroline Casaretto, (13.) Marion Rodewald (kapetanica), (16.) Fanny Rinne, (18.) Anke Kühn, (20.) Alexandra Kollmar, (21.) Badri Latif, (22.) Kerstin Hoyer, and (32.) Franziska Gude. Trener: Peter Lemmen.

### SAD
(1.) Tamika Smith, (2.) Kristen McCann, (4.) Margaret Storrar (vratarka), (5.) Tara Jelley, (6.) Robyn Kenney, (7.) Tracey Larson, (8.) Kelli Gannon, (9.) Tracey Fuchs, (11.) Katie Beach (kapetanica), (12.) Dina Rizzo, (13.) Keli Smith, (15.) Jill Reeve, (17.) Carrie Lingo, (19.) Abbey Woolley, (21.) Natalie Dawson, (22.) Kate Barber, (25.) Amy Tran (vratarka), and Jessica Coleman. Trener: Beth Anders.

### Španjolska
(1.) María Jesús Rosa (vratarka), (2.) Silvia Manrique, (3.) Olalla Piñeiro, (5.) Mónica Rueda, (6.) Silvia Bonastre, (7.) María del Carmen Martín, (8.) Marta Prat, (9.) Silvia Muñoz, (10.) Lucía López, (11.) María del Mar Feito, (12.) Maider Tellería, (14.) Rocío Ybarra, (15.) Erdoitza Goikoetxea, (17.) Núria Camón, (18.) Ana Raquel Pérez, (19.) Isabel Barguño (vratarka), (20.) Raquel Huertas, and (21.) Esther Termens. Trener: Jack Holtman

## Rezultati prvog dijela natjecanja
```
subota, 5. srpnja 2003.:

 * Japan-Novi Zeland        2:1  
 * SAD-Španjolska           1:2  
 * Italija-Njemačka         0:5  
```

```
nedjelja, 6. srpnja 2003.:
 
 * Novi Zeland-SAD          2:0  
 * Njemačka-Japan           3:2  
 * Španjolska-Italija       3:0  
```

```
utorak, 8. srpnja 2003.:
 
 * Japan-Španjolska         1:1  
 * Italija-SAD              3:4  
```

```
srijeda, 9. srpnja 2003.:
 
 * SAD-Njemačka             1:2  
 * Španjolska-Novi Zeland   1:0  
```

```
četvrtak, 10. srpnja 2003.:
 
 * Novi Zeland-Njemačka     0:2  
 * Japan-Italija            7:0  
```

```
subota, 12. srpnja 2003.:
 
 * Njemačka-Španjolska      1:1  
 * SAD-Japan                3:4  
 * Italija-Novi Zeland      0:2  
```

### Poredak nakon prvog dijela natjecanja
```
 1. 
 Njemačka          5      4     1     0     (13: 4)      
13

 2. 
 Španjolska        5      3     2     0     ( 8: 3)      
11

 
 3. 
 Japan             5      3     1     1     (16: 8)      
10

 
 4. 
 Novi Zeland       5      2     0     3     ( 5: 5)      
 6

 
 5. 
 SAD               5      1     0     4     ( 9:13)      
 3

 
 6. 
 Italija           5      0     0     5     ( 3:21)       
0
```

## Doigravanje
- za 5. mjesto

| 13. srpnja 2003. 16:00                                                                |               |                      |  |
| SAD                                                                                   | 4 : 1 (1 : 0) | Italija              |  |
| Kate Barber 14.' Kate Barber 32.' (k.u/k) Kelli Gannon 51.' Kelli Gannon 68.' (k.u/k) |               | Dolores Miranda 17.' |  |

- za brončano odličje

| 13. srpnja 2003. 18:30 |               |             |  |
| Japan                  | 2 : 1 (1 : 0) | Novi Zeland |  |
|                        |               |             |  |

- za zlatno odličje

| 13. srpnja 2003. 21:00                                                        |               |                  |  |
| Njemačka                                                                      | 3 : 1 (1 : 0) | Španjolska       |  |
| Denise Klecker 10.' Nadine Ernsting-Krienke 62.' Nadine Ernsting-Krienke 70.' |               | Nuria Camon 36.' |  |

## Završni poredak
| Mj. | Momčad      |
| --- | ----------- |
| 1.  | Njemačka    |
| 2.  | Španjolska  |
| 3.  | Japan       |
| 4.  | Novi Zeland |
| 5.  | SAD         |
| 6.  | Italija     |

| Pobjednice Champions Challengea |
| ------------------------------- |
| Njemačka Prvi naslov            |

## Najbolje sudionice
- najbolja igračica
  -  Denise Klecker
- najbolja vratarka
  -  Margaret Storrar
- ljestvica najboljih strijelaca: 
  -  Tomomi Komori – 5 pogodaka
  -  Kate Barber – 5 pogodaka
  -  Niniwa Roberts – 5 pogodaka
  -  Nadine Ernsting-Krienke – 4 pogotka
  -  Keiko Miura – 4 pogotka
  -  Anneke Bohmert – 3 pogotka
  -  Nuria Camõn – 3 pogotka
  -  Sakae Morimoto – 3 pogotka

## Vanjski izvori
- (engl.) Izvješća sa susreta  Arhivirana inačica izvorne stranice od 28. rujna 2007. (Wayback Machine)